# Iacob Pistiner
Iacob Pistiner (în germană Jakob Pistiner; n. 1882, Cernăuți, Austro-Ungaria – d. 23 august 1930, București, România) a fost un politician și avocat român, de origine evreu bucovinean.
Născut în Cernăuți, Austro-Ungaria (azi în Ucraina), Pistiner a ajuns parlamentar român în anul 1920. Pistiner a fost, alături de Mayer Ebner, unul dintre liderii mișcării socialiste din Bucovina în perioada austro-ungară, cât și la începutul perioadei interbelice. A fost unul dintre avocații celor acuzați în cadrul Procesului celor 500, ce a rezultat în urma răscoalei de la Tatarbunar.
A murit pe neașteptate în București, la vârsta de 49 de ani.